# جنسیس جی‌وی۷۰
جنسیس جی‌وی۷۰ (به کره‌ای: 제네시스 GV70) یک کامپکت اس‌یووی از محصولات شرکت جنسیس موتور، شرکت تابعهٔ هیوندای موتور است. این خودرو پس از مدل جنسیس جی‌وی۸۰ دومین اس‌یووی برند جنسیس است.

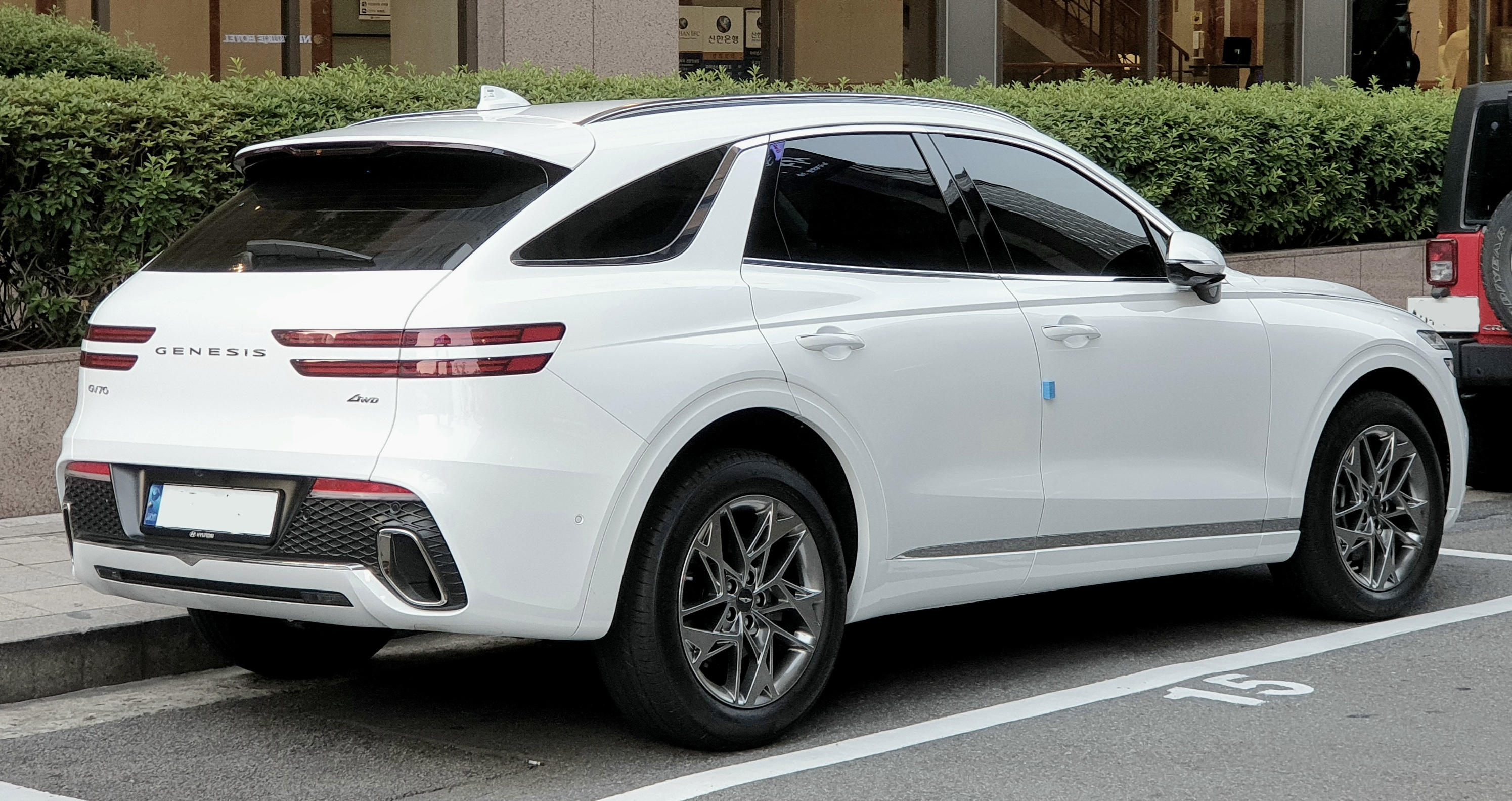
نمای عقب
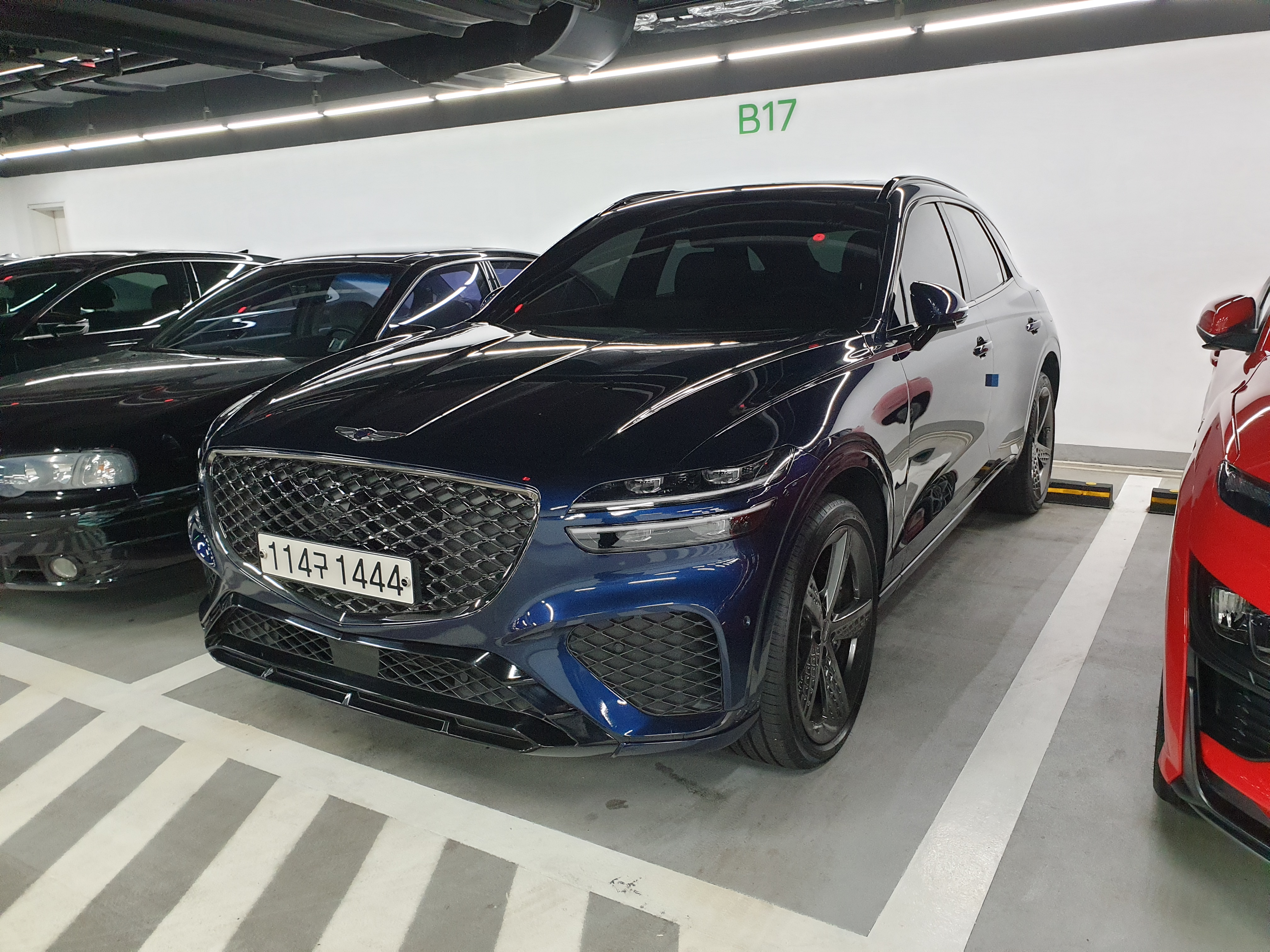
جنسیس جی‌وی۷۰ اسپرت
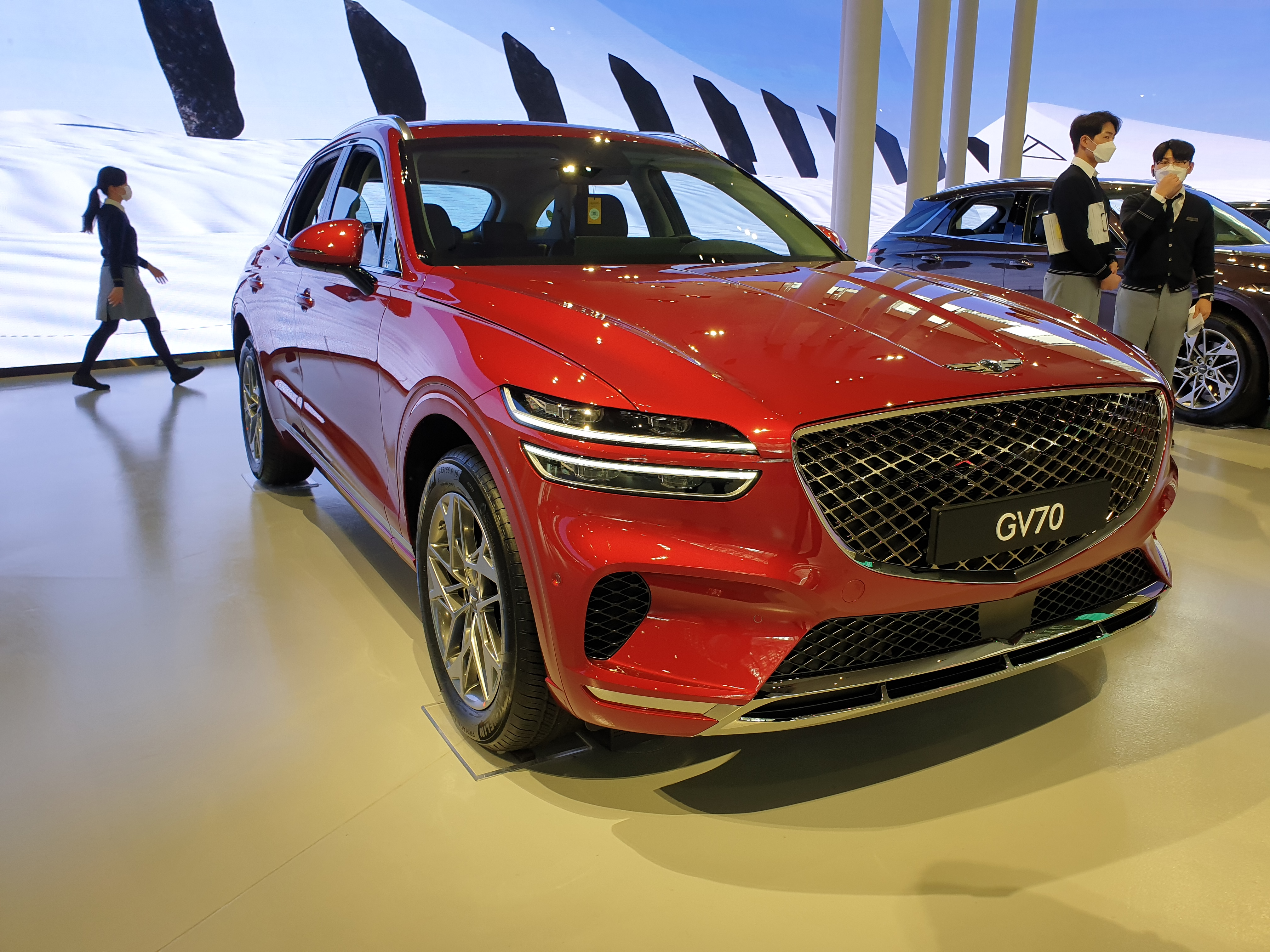
جنسیس جی‌وی۷۰ ۲٫۲دی
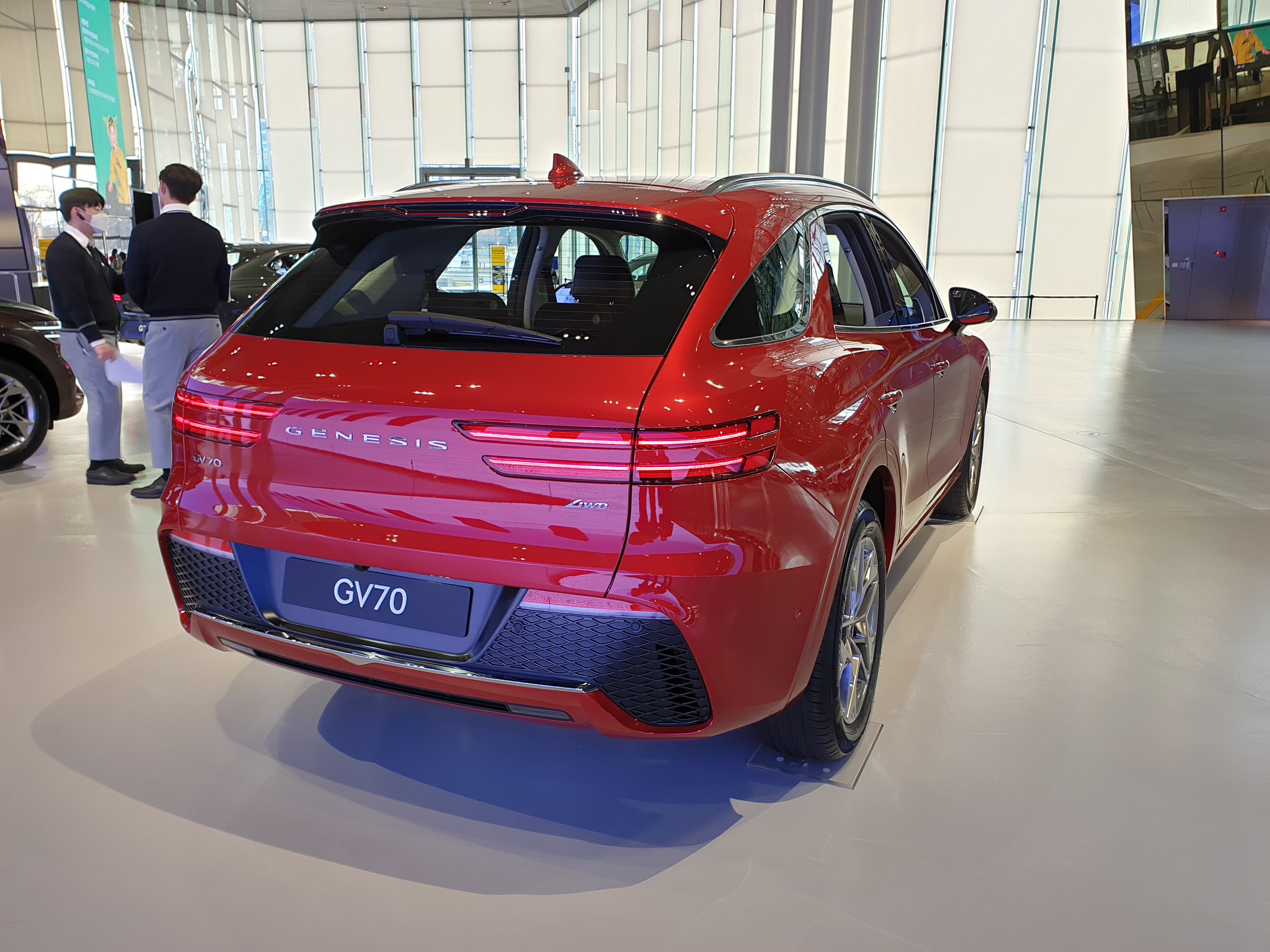
جنسیس جی‌وی۷۰ ۲٫۲دی

## موتورها
| مدل                              | جعبه‌دنده        | قدرت @ دور در دقیقه                                                | گشتاور @ دور در دقیقه                                                        |
| موتورهای بنزینی                  | موتورهای بنزینی | موتورهای بنزینی                                                    | موتورهای بنزینی                                                              |
| -------------------------------- | --------------- | ------------------------------------------------------------------ | ---------------------------------------------------------------------------- |
| اسمارت‌استریم جی۲٫۵ تی-جی‌دی‌آی آی۴ | ۸ دندهٔ خودکار   | ۳۰۴ اسب بخار متری (۲۲۴ کیلووات؛ ۳۰۰ اسب بخار) @ ۵٬۸۰۰ دور در دقیقه | ۴۳ کیلوگرم متر (۴۲۲ نیوتن متر؛ ۳۱۱ پوند نیرو-فوت) @ ۱٬۶۵۰–۴٬۰۰۰ دور در دقیقه |
| اسمارت‌استریم جی۳٫۵ تی-جی‌دی‌آی وی۶ | ۸ دندهٔ خودکار   | ۳۸۰ اسب بخار متری (۲۷۹ کیلووات؛ ۳۷۵ اسب بخار) @ ۵٬۸۰۰ دور در دقیقه | ۵۴ کیلوگرم متر (۵۳۰ نیوتن متر؛ ۳۹۱ پوند نیرو-فوت) @ ۱٬۳۰۰–۴٬۵۰۰ دور در دقیقه |
| موتورهای دیزل                    |                 |                                                                    |                                                                              |
| اسمارت‌استریم جی۲٫۲ تی-جی‌دی‌آی آی۴ | ۸ دندهٔ خودکار   | ۲۱۰ اسب بخار متری (۱۵۴ کیلووات؛ ۲۰۷ اسب بخار) @ ۳٬۸۰۰ دور در دقیقه | ۴۵ کیلوگرم متر (۴۴۱ نیوتن متر؛ ۳۲۵ پوند نیرو-فوت) @ ۱٬۷۵۰–۲٬۷۵۰ دور در دقیقه |